# Karl Kessler taxonjai

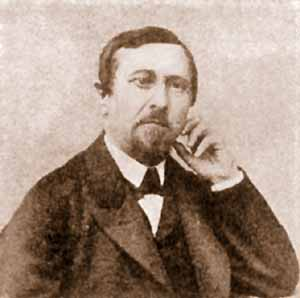
Karl Kessler

Ezen a listán azok a taxon nevek szerepelnek, amelyeket Karl Kessler (1815–1881) alkotott. Azok a taxon nevek, amelyek nincsenek belinkelve, manapság csak szinonimaként használtak (az alábbi lista nem teljes):

## Kétéltűek
- Ranodon Kessler, 1866
- békafogú gőte (Ranodon sibiricus) Kessler, 1866

## Ingolák
- kaszpi-tengeri ingola (Caspiomyzon wagneri) Kessler, 1870

## Csontos halak

### Heringalakúak
- Clupeonella Kessler, 1877
- Clupeonella grimmi Kessler, 1877

### Pontyalakúak

#### Kövicsíkfélék
- Barbatula brandtii (Kessler, 1877)
- Lefua costata (Kessler, 1876)
- Triplophysa robusta (Kessler, 1876)
- Triplophysa strauchii (Kessler, 1874
- Triplophysa dalaica (Kessler, 1876)
- Triplophysa dorsalis (Kessler, 1872)
- Triplophysa intermedia (Kessler, 1876)
- Triplophysa labiata (Kessler, 1874)
- Triplophysa microphthalma (Kessler, 1879)
- Nemacheilus oxianus (Kessler, 1877)
- Nemacheilus zaidamensis (Kessler, 1876)
- Nemacheilus longicaudus (Kessler, 1872)

#### Csíkfélék
- Sabanejewia aurata aralensis (Kessler, 1877)
- Cobitis aralensis Kessler, 1877 - kőfúró csík
- Cobitis aurata aralensis Kessler, 1877
- Cobitis hohenackeri Kessler, 1877
- Sabanejewia aurata aralensis (Kessler, 1877) - kőfúró csík

#### Nemacheilidae
- Oxynoemacheilus brandtii (Kessler, 1877)
- Barbatula brandtii (Kessler, 1877) - Oxynoemacheilus brandtii

#### Pontyfélék
- Alburnoides maculatus (Kessler, 1859)
- Alburnoides taeniatus (Kessler, 1874)
- Alburnus filippii Kessler, 1877
- Alburnus hohenackeri Kessler, 1877
- Alburnus alburnus hohenackeri Kessler, 1877
- Alburnus charusini hohenackeri Kessler, 1877 - Alburnus hohenackeri
- Alburnus mentoides Kessler, 1859
- Chalcalburnus chalcoides mentoides (Kessler, 1859) - Alburnus mentoides
- aral márna (Luciobarbus brachycephalus) (Kessler, 1872)
- Barbus brachycephalus Kessler, 1872
- Barbus brachycephalus brachycephalus Kessler, 1872 - aral márna
- Barbus capito conocephalus Kessler, 1872 - acélmárna
- Barbus conocephalus Kessler, 1872
- Barbus lacertoides Kessler, 1872 - acélmárna
- Gobio fluviatilis lepidolaemus Kessler, 1872 - fenékjáró küllő
- Gobio gobio lepidolaemus Kessler, 1872
- Gobio lepidolaemus Kessler, 1872 - fenékjáró küllő
- Chondrostoma cyri Kessler, 1877
- Chondrostoma oxyrhynchum Kessler, 1877
- Chondrostoma oxyrhynchum oxyrhynchum Kessler, 1877 - Chondrostoma oxyrhynchum
- Cyprinus pallasii Kessler, 1860 - kurta baing
- Alburnus iblioides Kessler, 1872 - balin
- Aspius aspius iblioides (Kessler, 1872)
- Aspius erytrostomus Kessler, 1877
- Aspius rapax jaxartensis Kessler, 1874 - balin
- Leuciscus chuanchicus (Kessler, 1876)
- doni domolykó (Leuciscus danilewskii) (Kessler, 1877)
- Squalius danilewskii Kessler, 1877 - doni domolykó
- Idus oxianus Kessler, 1877 - jászkeszeg
- Leuciscus idus oxianus (Kessler, 1877)
- Squalius oxianus Kessler, 1877 - jászkeszeg
- ékfoltos domolykó (Petroleuciscus borysthenicus) (Kessler, 1859)
- Leuciscus borysthenicus (Kessler, 1859)
- Squalius borysthenicus Kessler, 1859 - ékfoltos domolykó
- Phoxinus laevis balchaschana Kessler, 1879 - fürge cselle
- Rhynchocypris poljakowii (Kessler, 1879)
- Squalius squaliusculus Kessler, 1872
- Carassius gibelio minutus (Kessler, 1856) - széles kárász
- Gymnodiptychus dybowskii (Kessler, 1874)
- Aspiorhynchus (Kessler, 1879)
- Lagowskiella poljakowi (Kessler, 1879)
- Capoeta buhsei (Kessler, 1877)
- Capoetobrama kuschakewitschi (Kessler, 1872)
- Oreoleuciscus potanini (Kessler, 1879)
- Aspiolucius esocinus (Kessler, 1874)

### Harcsaalakúak
- Silurus glanis aralensis (Kessler, 1872) - európai harcsa

### Lazacalakúak
- Coregonus lavaretus baeri Kessler, 1864
- Salmo caspius Kessler, 1877
- örmény pisztráng (Salmo ischchan) Kessler, 1877
- Salmo oxianus Kessler, 1874 - sebes pisztráng
- Salmo trutta oxianus Kessler, 1874 - sebes pisztráng

### Pikóalakúak
- laposhasú pikó (Pungitius platygaster) (Kessler, 1859)
- Gasterosteus platygaster Kessler, 1859
- Gasterosteus platygaster aralensis Kessler, 1877
- Gasterosteus platygaster caucasicus Kessler, 1877
- Pungitius platygaster aralensis (Kessler, 1877) - laposhasú pikó

### Skorpióhal-alakúak
- Cottus sibiricus Kessler, 1889
- Cottus spinulosus Kessler, 1872

### Sügéralakúak

#### Gébfélék
- Benthophilus baeri Kessler, 1877
- Benthophilus ctenolepidus Kessler, 1877
- érdes nagyfejűgéb (Benthophilus granulosus) Kessler, 1877
- Benthophilus grimmi Kessler, 1877
- Benthophilus grimmi grimmi Kessler, 1877 - Benthophilus grimmi
- Benthophilus leptocephalus Kessler, 1877
- Benthophilus leptorhynchus Kessler, 1877
- Benthophilus spinosus Kessler, 1877
- kaszpi géb (Caspiosoma caspium) (Kessler, 1877)
- Gobiosoma caspium Kessler, 1877 - kaszpi géb
- Gobius fluviatilis nigra Kessler, 1859 - folyami géb
- csupasztorkú géb (Babka gymnotrachelus) (Kessler, 1857)
- Gobius burmeisteri Kessler, 1877
- Gobius gymnotrachelus Kessler, 1857
- Mesogobius gymnotrachelus (Kessler, 1857)
- Neogobius gymnotrachelus (Kessler, 1857) - csupasztorkú géb
- Mesogobius nigronotatus (Kessler, 1877)
- Gobius nigronotatus Kessler, 1877 - Mesogobius nigronotatus
- Ponticola bathybius (Kessler, 1877)
- Gobius bathybius Kessler, 1877
- Neogobius bathybius (Kessler, 1877) - Ponticola bathybius
- Ponticola cyrius (Kessler, 1874)
- Gobius cyrius Kessler, 1874
- Gobius weidemani Kessler, 1874
- Gobius weidemanni Kessler, 1874
- Neogobius cyrius (Kessler, 1874) - Ponticola cyrius
- Ponticola eurycephalus (Kessler, 1874)
- Gobius eurycephalus Kessler, 1874
- Neogobius eurycephalus (Kessler, 1874) - Ponticola eurycephalus
- Gobius platycephalus Kessler, 1857 - Kessler-géb
- Gobius bogdanowi Kessler, 1874 - Ponticola ratan
- Gobius goebelii Kessler, 1874
- Neogobius bogdanowi (Kessler, 1874)
- Neogobius ratan goebeli (Kessler, 1874) - Ponticola ratan
- Gobius eurystomus Kessler, 1877 - szirman géb
- Gobius trautvetteri Kessler, 1859
- Neogobius syrman eurystomus (Kessler, 1877) - szirman géb
- Gobius blennioides Kessler, 1877 - tengeri tarka géb
- Proterorhinus semipellucidus (Kessler, 1877)
- Gobius semipellucidus Kessler, 1877 - Proterorhinus semipellucidus
- Gobius pellucidus Kessler, 1859 - Aphia minuta
- Gobius jozo pontica Kessler, 1859 - fekete géb
- Gobius lencoranicus (Kessler, 1877) - kaukázusi törpegéb
- hosszúfarkú géb (Knipowitschia longecaudata) (Kessler, 1877)
- Gobius longecaudatus Kessler, 1877
- Knipowitschia longicaudata (Kessler, 1877)
- Pomatoschistus longecaudatus (Kessler, 1877)
- Pomatoschistus longicaudata (Kessler, 1877) - hosszúfarkú géb

#### Sügérfélék
- Balkas sügér (Perca schrenkii) (Kessler, 1874)